# 彭玕
彭玕（9世纪—933年），字叔宝，吉州庐陵（今江西吉水）人，唐朝末年五代十国政治人物，《资治通鉴》说他是赤石洞蛮，彭倜之孙，彭玕与钟传、危全讽、卢光稠、谭全播是唐末江西的藩镇。

## 生平
彭玕以门籍为胥吏。有大志，辞职归农。黄巢起义时，彭玕在家乡王岭山变卖家产，打造刀枪等铁制兵器，宰牛练楮制作甲胄，以自卫乡党为名起兵，招收武勇之士五百余人。立偏裨，设号令。中和年间，据有吉州，镇南军节度使钟传表奏唐朝任命彭玕为吉州刺史，开始扩大城池，重视农业，训练兵丁。天祐三年（906年），南吴攻入江西，进占洪州，彭玕通好湖南的楚王马殷，请求援助。象牙潭之战，被吴将周本击败，连战失利，弃寨而走。又舍弃吉州退保朱川，携百姓千余家投奔马殷至郴州、衡州。马殷任命彭玕为郴州刺史，马殷的儿子马希范娶彭玕之女为妻，即順賢夫人。唐明宗长兴三年（932年），后唐封彭玕为安定郡王，唐明宗长兴三年（932年）彭玕卒。

## 家庭

### 兄弟子侄
彭玕之弟彭瑊，彭瑊有子彭士愁

### 子女
彭玕有子十一人，皆检校太傅、太保、六曹尚书、诸镇剌史。孙二十七人，相继登进士第，为显宦
- 彭继英，沣州观察判官
- 彭继勋，昭顺军观察支使
- 彭彦昭，官至金紫光禄大夫，刑部尚书，马步军都指挥使，镇南军节度使，武安军衙前兵马使，静江军节度使，检校太保，兵部尚书，辰州剌史。
- 順賢夫人